# Liste der Baudenkmale in Kissenbrück
In der Liste der Baudenkmale in Kissenbrück sind die Baudenkmale der niedersächsischen Gemeinde Kissenbrück und ihrer Ortsteile aufgelistet. Der Stand der Liste ist der 3. Januar 2022. Die Quelle der Baudenkmale ist der Denkmalatlas Niedersachsen.

## Allgemein
In den Spalten befinden sich folgende Informationen:
- Lage: die Adresse des Baudenkmales und die geographischen Koordinaten. Kartenansicht, um Koordinaten zu setzen. In der Kartenansicht sind Baudenkmale ohne Koordinaten mit einem roten Marker dargestellt und können in der Karte gesetzt werden. Baudenkmale ohne Bild sind mit einem blauen Marker gekennzeichnet, Baudenkmale mit Bild mit einem grünen Marker.
- Bezeichnung: Bezeichnung des Baudenkmales
- Beschreibung: die Beschreibung des Baudenkmales. Unter § 3 Abs. 2 NDSchG werden Einzeldenkmale und unter § 3 Abs. 3 NDSchG Gruppen baulicher Anlagen und deren Bestandteile ausgewiesen.
- ID: die Objekt-ID des Baudenkmales
- Bild: ein Bild des Baudenkmales, ggf. zusätzlich mit einem Link zu weiteren Fotos des Baudenkmals im Medienarchiv Wikimedia Commons. Wenn man auf das Kamerasymbol klickt, können Fotos zu Baudenkmalen aus dieser Liste hochgeladen werden:

## Kissenbrück

### Gruppe: Kirchhof Kissenbrück
Baudenkmal (Gruppe):

| Lage                                          | Bezeichnung          | Beschreibung | ID       | Bild |
| --------------------------------------------- | -------------------- | ------------ | -------- | ---- |
| Hinter der Kirche 52° 6′ 28″ N, 10° 35′ 42″ O | Kirchhof Kissenbrück |              | 33967502 | BW   |

Baudenkmale (Einzeln):

| Lage                                            | Bezeichnung    | Beschreibung                     | ID       | Bild |
| ----------------------------------------------- | -------------- | -------------------------------- | -------- | ---- |
| Hinter der Kirche 2 52° 6′ 28″ N, 10° 35′ 44″ O | Kirche         | Kirche St. Stephanus Kissenbrück | 34095246 |      |
| Hinter der Kirche 52° 6′ 29″ N, 10° 35′ 43″ O   | Kirchhof       |                                  | 34095329 | BW   |
| Hinter der Kirche 52° 6′ 28″ N, 10° 35′ 42″ O   | Turm           |                                  | 34095276 | BW   |
| Hinter der Kirche 52° 6′ 27″ N, 10° 35′ 43″ O   | Einfriedung    |                                  | 34095124 | BW   |
| Hinter der Kirche 52° 6′ 28″ N, 10° 35′ 42″ O   | Kriegerdenkmal |                                  | 34095304 | BW   |
| Hinter der Kirche 52° 6′ 28″ N, 10° 35′ 40″ O   | Baumbestand    |                                  | 34095643 | BW   |
| Hinter der Kirche 52° 6′ 28″ N, 10° 35′ 40″ O   | Vorplatz       |                                  | 34095099 | BW   |

### Gruppe: Gut Hedwigsburg
Baudenkmal (Gruppe):

| Lage                        | Bezeichnung     | Beschreibung | ID       | Bild |
| --------------------------- | --------------- | ------------ | -------- | ---- |
| 52° 6′ 27″ N, 10° 34′ 53″ O | Gut Hedwigsburg |              | 33967486 |      |

Baudenkmale (Einzeln):

| Lage                                              | Bezeichnung   | Beschreibung                     | ID       | Bild |
| ------------------------------------------------- | ------------- | -------------------------------- | -------- | ---- |
| Rittergut Hedwigsburg 52° 6′ 33″ N, 10° 34′ 55″ O | Allee         |                                  | 34095598 |      |
| Rittergut Hedwigsburg 52° 6′ 31″ N, 10° 34′ 54″ O | Brücke        |                                  | 34095573 |      |
| 52° 6′ 31″ N, 10° 34′ 52″ O                       | Transformator |                                  | 34095148 | BW   |
| Rittergut Hedwigsburg 52° 6′ 30″ N, 10° 34′ 54″ O | Wohnhaus      | Gut Hedwigsbg., westl. Wohnhaus. | 34095498 | BW   |
| Rittergut Hedwigsburg 52° 6′ 31″ N, 10° 34′ 55″ O | Wohnhaus      | Gut Hedwigsburg, östl. Wohnhaus. | 34095473 | BW   |
| Rittergut Hedwigsburg 52° 6′ 30″ N, 10° 34′ 52″ O | Scheune       | Gut Hedwigsbg., westl. Scheune   | 34095548 | BW   |
| Rittergut Hedwigsburg 52° 6′ 30″ N, 10° 34′ 55″ O | Stall         | Gut Hedwigsburg, östl. Stall     | 34095523 | BW   |
| Rittergut Hedwigsburg 52° 6′ 22″ N, 10° 34′ 57″ O | Steinkreuz    |                                  | 34095401 | BW   |
| Rittergut Hedwigsburg 52° 6′ 15″ N, 10° 34′ 56″ O | Gutspark      |                                  | 34095620 | BW   |
| Rittergut Hedwigsburg 52° 6′ 24″ N, 10° 35′ 5″ O  | Friedhof      |                                  | 34095425 | BW   |
| Rittergut Hedwigsburg 52° 6′ 11″ N, 10° 35′ 6″ O  | Standbild     |                                  | 34095448 | BW   |

### Einzelbaudenkmale
| Lage                                            | Bezeichnung              | Beschreibung        | ID       | Bild |
| ----------------------------------------------- | ------------------------ | ------------------- | -------- | ---- |
| Am Alten Krug 2 52° 6′ 27″ N, 10° 35′ 26″ O     | Wohnhaus                 | Ehemaliges Gasthaus | 34095196 | BW   |
| Alte Dorfstraße 1 52° 6′ 27″ N, 10° 35′ 33″ O   | Wohn-/Geschäftshaus      | Apotheke            | 34095170 | BW   |
| Hauptstraße 39 52° 6′ 27″ N, 10° 35′ 38″ O      | Wohn-/Wirtschaftsgebäude |                     | 34095221 | BW   |
| Hinter der Kirche 1 52° 6′ 27″ N, 10° 35′ 40″ O | Wohnhaus                 |                     | 34095352 | BW   |
| Hinter der Kirche 7 52° 6′ 28″ N, 10° 35′ 46″ O | Wohnhaus                 |                     | 34095377 | BW   |